# غريتا فريدمان
غريتا زيمر فريدمان (بالإنجليزية: Greta Zimmer Friedman)‏‏ (5 يونيو 1924 - 8 سبتمبر 2016) هي إحدى الممرضات المحتفلات في مسيرة بانتهاء الحرب العالمية الثانية باستسلام اليابان في 14 أغسطس 1945، وخلال المسيرة حصلت على أشهر قبلة من أحد البحارة العابرين في المسيرة وكان يلبس زي البحارة الأسود، وقام بوضع ذراعيه حولها وتقبيلها في ساحة تايم بنيويورك.